# Francis M. Dimond

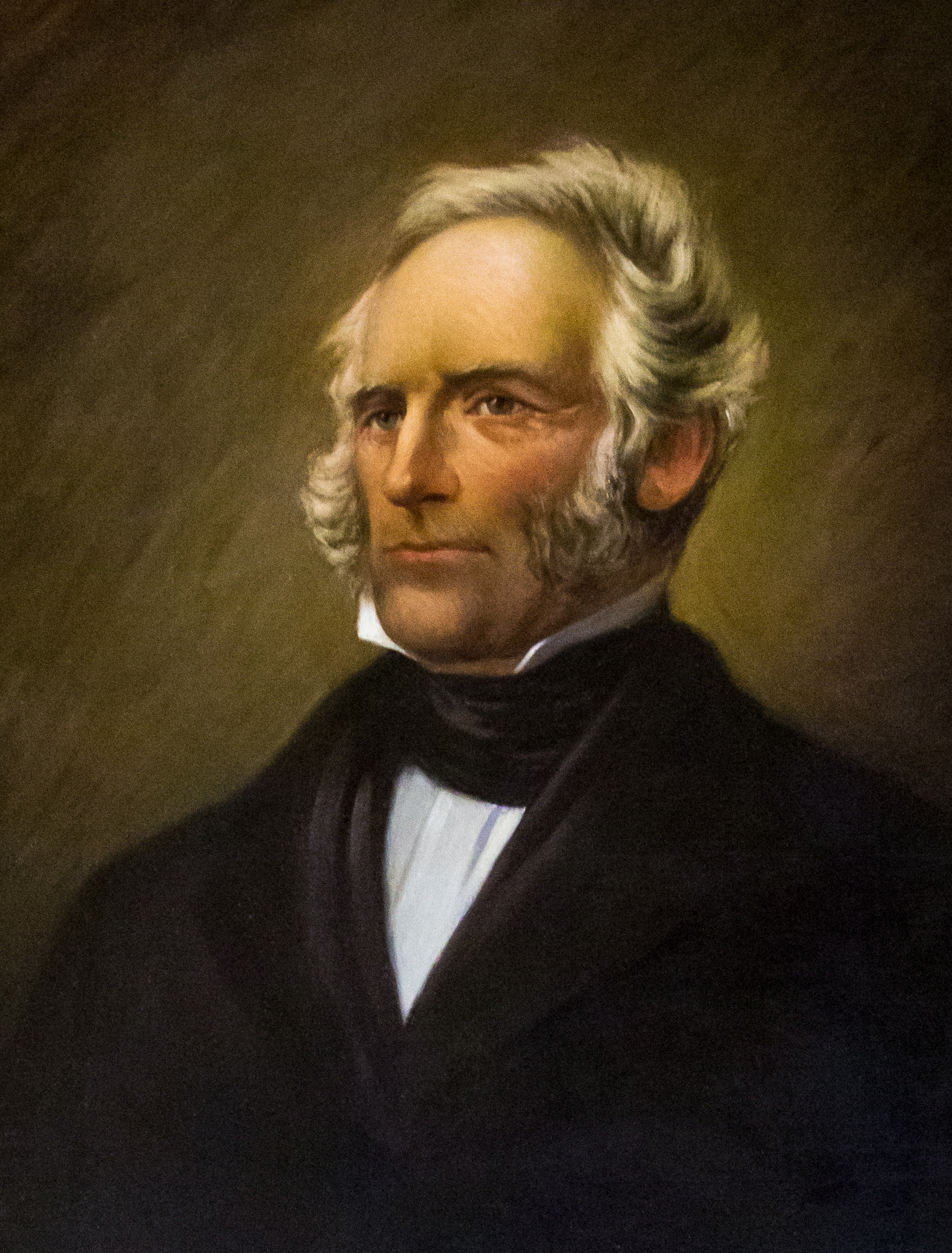
Francis M. Dimond.

Francis M. Dimond, född 6 juni 1796, död 12 april 1859, var en amerikansk politiker och guvernör i Rhode Island.

## Tidigt liv
Dimond föddes i Bristol, Rhode Island. I sin ungdom reste han i Karibien och tjänstgjorde i flera år som USA:s konsul i Port-au-Prince.
Senare blev Dimond konsul för USA i Mexiko. Den kunskap han skaffade sig där visade sig vara ovärderlig under kriget mot Mexiko. Under detta krig kallades han till Washington för att bidra med information som skulle vara till hjälp vid anfallet mot Veracruz. Efter slaget ockuperade amerikanska armén området. Dimond tjänstgjorde under den tiden som officiell översättare åt general Winfield Scott. Han utnämndes också till tullare i hamnen i Veracruz.
Sedan Dimond återvänt till Rhode Island arbetade han för byggandet av Southern Pacific Railway och hade överinseende över dess konstruktion.

## Politisk karriär
Dimond valdes till viceguvernör i Rhode Island 1853. Han blev guvernör den 20 juli 1853 när Philip Allen avgick för att bli amerikansk senator. Han satt kvar som guvernör till den 2 maj 1854. Han sökte omval, men misslyckades, och efterträddes av William W. Hoppin.
Han avled den 12 april 1859. Han begravdes på Juniper Hill Cemetery.